# モンテフォルテ・イルピーノ
モンテフォルテ・イルピーノ（伊: Monteforte Irpino）は、イタリア共和国カンパニア州アヴェッリーノ県にある、人口約12,000人の基礎自治体（コムーネ）。

## 地理

### 位置・広がり

#### 隣接コムーネ
隣接するコムーネは以下の通り。括弧内のNAはナポリ県所属を示す。
- アヴェッリーノ
- コントラーダ
- フォリーノ
- メルコリアーノ
- モスキアーノ
- ムニャーノ・デル・カルディナーレ
- タウラーノ
- ヴィシャーノ (NA)

## 行政

### 分離集落
モンテフォルテ・イルピーノには、以下の分離集落（フラツィオーネ）がある。
- Alvanella, Campi, Fenestrelle, Gaudi, Molinelle, Vetriera